# ハイネケン・ミュージックホール
AFASライブ（AFAS Live）はオランダの首都アムステルダムに所在するライブハウス。2001年にハイネケン・ミュージック・ホール（Heineken Music Hall）として開業し、2017年にAFASライブに改称。最大5500人収容で、愛称はブラックボックス。ヨハン・クライフ・アレナの南西側に位置する。
2012年2月27日、第10回ジュニア・ユーロビジョンの会場に決定された。